# Гленн Очал
Гленн Очал  (англ. Glenn Ochal, 1 березня 1986) — американський веслувальник, олімпієць.

## Виступи на Олімпіадах
| Олімпіада   | Дисципліна                       | Місце |
| ----------- | -------------------------------- | ----- |
| Лондон 2012 | четвірка розпашна без стернового | 3     |